# Villers-le-Tilleul

Villers-le-Tilleul este o comună în departamentul Ardennes din nordul Franței. În 1 ianuarie 2022 avea o populație de 238 de locuitori.